# Kraisdorf
Kraisdorf ist ein Gemeindeteil von Pfarrweisach im unterfränkischen Landkreis Haßberge in Bayern.

## Geografie
Das Kirchdorf liegt im nordöstlichen Teil des Landkreises an der Baunach. Der Fluss schneidet Kraisdorf in zwei verschieden große Teile. Etwa eineinhalb Kilometer östlich von Kraisdorf führt die Bundesstraße 279 von Breitengüßbach nach Bad Neustadt an der Saale vorbei. Weitere Straßen verbinden Kraisdorf mit Brünn, Burgpreppach und Pfarrweisach.

## Geschichte
Die erste Nennung war im Jahr 800, als die Äbtissin Emhild des Nonnenklosters Milize Güter in „Greifesdorf“ dem Kloster Fulda schenkte. Im Jahr 976 stellte Kaiser Otto II. auf dem Weg nach Regensburg in „Greifesdorf“ eine Urkunde aus.
1387 erhielt Eberhart Fuchs der junge zu Breitbach den halben Zehnt und einen Hof zu „Greysdorff“. 1477 hatten auch die Rotenhan Besitz in „Greistorff“. 1575 hatte das Hochstift Würzburg Hintersassen in „Greißdorff“. Kraisdorf war ein typisches Ganerbendorf des Hochstifts Würzburg und fränkischer Reichsritter des Ritterkantons Baunach.
In Kraisdorf gab es eine jüdische Gemeinde bis Ende des 19. Jahrhunderts. Sie entstand im 18. Jahrhundert, als sich jüdische Familien unter den Freiherren von Altenstein und der Rotenhanischen Gutsherrschaft niederlassen durften.
Im Jahr 1828 ließ die Gemeinde ein Schulhaus, das 1886 erweitert wurde, für die jeweils einklassige Bekenntnisschule beider christlicher Konfessionen errichten. 1862 wurde die 1818 gebildete Ruralgemeinde Kraisdorf in das neu geschaffene bayerische Bezirksamt Ebern eingegliedert. Die Landgemeinde bestand aus zwei Orten, dem Kirchdorf und der 0,5 Kilometer entfernten Einöde Kraisdorfermühle. Sie zählte im Jahr 1871 300 Einwohner, von denen 140 Katholiken, 129 Protestanten und 31 Juden waren, und 63 Wohngebäude. Die Katholiken gehörten zum Sprengel der 2,5 Kilometer entfernten Pfarrei Pfarrweisach, die Protestanten zur 6,5 Kilometer entfernten Pfarrei Eyrichshof.
Im Jahr 1900 hatte die 540,9 Hektar große Gemeinde 272 Einwohner und 57 Wohngebäude. Es wurden noch 2 Juden gezählt. 1925 lebten in Kraisdorf 270 Personen, von denen 150 katholisch und 120 protestantisch waren, in 56 Wohngebäuden. 1950 hatte die Gemeinde 445 Einwohner und 57 Wohngebäude. Im Jahr 1961 zählte Kraisdorf 333 Einwohner und 57 Wohngebäude. 1970 waren es 329 und 1987 303 Einwohner sowie 71 Wohngebäude mit 86 Wohnungen.
Am 1. Juli 1972 wurde der Landkreis Ebern aufgelöst und Kraisdorf kam zum Haßberg-Kreis. Mitte der 1970er Jahre ließ die Gemeinde ein Gemeindezentrum und ein Schwimmbad errichten. Am 1. Mai 1978 folgte die Eingliederung in die Gemeinde Pfarrweisach.

## Baudenkmäler

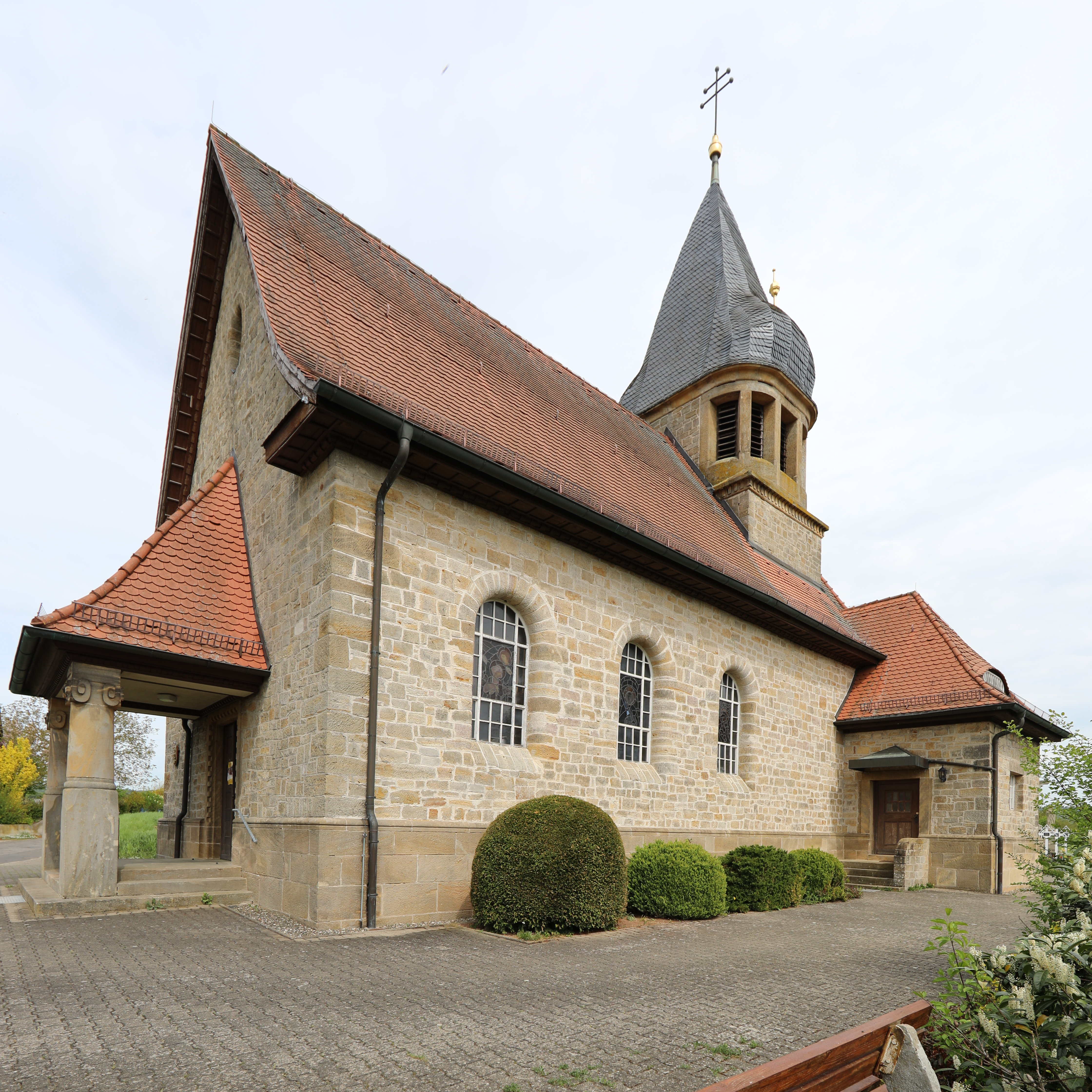
Katholische Filialkirche Heiligstes Altarsakrament

In der Bayerischen Denkmalliste sind fünf Baudenkmäler aufgeführt.
Die katholische Filialkirche der Pfarrei Pfarrweisach wurde nach Plänen von Fritz Fuchsenberger in den Jahren 1912/13 errichtet. Das Gotteshaus ist dem Heiligsten Altarsakrament geweiht. Es ist ein modern-historisierender Saalbau mit Walmdach, Rundapsis und einem Chordachreiter auf einem Pyramidendach. Der umgebende katholische Friedhof hat ausschließlich einheitlich weiße Holzkreuze an Stelle von Grabsteinen. Im östlichen Dorfteil befindet sich am Kleeberg ein evangelischer Friedhof.